# Epístola de Bernabé
L'Epístola de Bernabé és un tractat cristià de 22 capítols, escrit en grec, amb alguns trets característics d'epístola. Ha estat preservat en el Còdex Sinaiticus del segle iv, on apareix al final del Nou Testament.
Tradicionalment s'atribueix a Bernabé, col·laborador i company de Pau de Tars, esmentat en el llibre dels Fets dels Apòstols; moltes esglésies no la consideren canònica, i l'atribueixen a Pseudo-Bernabé Arxivat 2022-01-23 a Wayback Machine.. També ha estat atribuïda a un altre cristià, Barnabas d'Alexandria.

## Contingut
Es divideix en dues seccions, la primera és teòrica i tracta de la interpretació de la Llei, l'Antic Testament i de qüestions dogmàtiques. L'autor polemitza contra la interpretació literal de l'Antic Testament i considera que s'ha d'interpretar de forma al·legòrica. Considera que el judaisme s'equivocà en interpretar literalment la Llei. Per exemple, diu que Déu no vol sacrificis, sinó l'ofrena d'un cor penedit; no l'interessa que ens abstinguem de la carn d'animals impurs, sinó que renunciem als pecats simbolitzats per aquells animals (9-10): hi ha homes que s'assemblen als porcs, que obliden la mà que els alimenta; l'àguila, el falcó, l'esparver i el corb són animals que simbolitzen homes que guanyen el pa diari per mitjà de la rapinya i tota mena d'iniquitats, en comptes de guanyar-se la seua manutenció amb un treball honrat i la suor del seu front (14:4). Quan el Gènesi diu que el món fou creat en sis dies, s'ha de tenir en compte que per Déu un dia són com mil anys i "el Fill de Déu vindrà de nou a jutjar als impius i a canviar el sol i la lluna i les estrelles, i el dia sèptim descansarà; llavors arribarà el setè dia del regne mil·lenari (15:1-9)
Expose la doctrina de la preexistència del Fill de Déu, que s'encarnà en Jesucrist i la importància del Baptisme com a símbol de què qui el rep és adoptat com fill de Déu i és transformat en temple de l'Esperit Sant.
La segona secció, anomenada els Dos Camins, és pràctica, es refereix a la vida cristina, 
l'ètica i la moral. Expose que el ser humà pot seguir un camí de llum i vida o un camí de tenebres i mort.

## Manuscrits
1. El text més complet el dona el Còdex Sinaiticus (=S), del segle iv, anteriorment preservat a Sant Petersburg i actualment a Londres. L'Epístola de Bernabé es trobe després dels escrits canònics del Nou Testament, després de l'Apocalipsi i al costat del Pastor d'Hermes.
2. El Codex Hierosolymitanus (=H), de l'any 1056, antigament a Constantinoble, actualment a Jerusalem, fou descobert per Filótheos Vriénnios a Constantinoble el 1873, i conté l'Epístola de Bernabé, la Didakhé i la Primera Carta de Climent. Adolf Hilgenfeld l'utilitzà per a la seva edició de l'epístola el 1877 i generalment concorda amb S.
3. El Còdex Vaticanus Graecae 859(=G), del segle xi, conté, entre altres escrits, les cartes de Sant Ignasi, de Sant Policarp i l'Epístola de Bernabé, però sense els capítols 1, 1-5.7, en el seu lloc apareix una Epístola de Policarp als Filipencs. Altres vuit manuscrits grecs relacionats entre si, tenen la mateixa llacuna i divergències variades amb les lectures de S i H.
4. Hi ha també una antiga versió llatina, que data del segle iv i fou copiada al segle x al monestir de Corbie, ara es conserva a Sant Petersburg (Q.v.I.39), malgrat que en la secció dels Dos Camins falten els capítols 18 a 21. És una traducció literal i a vegades molt resumida de G.
5. Es troben també alguns fragments dels Dos Camins en siríac.

## Cites i canonicitat
Són conegudes les cites de l'Epístola de Bernabé en els escrits de Climent d'Alexandria. També és citada per Orígenes. Eusebi de Cesarea la considera un text controvertit, mentre que Sant Jeroni la classificava com un text apòcrif. Sota la forma d'epístola de 850 línies, fou inclosa en el Còdex Claromontanus del segle vi, en la llista d'obres canòniques. Malgrat que a Occident posteriorment no s'acceptà com canònica, per un temps se la conservà com apèndix després de l'Epístola de Sant Jaume. A orient, la Stichometry of Nicephorus, llista del Patriarca de Jerusalem, del segle ix inclou l'Epístola de Bernabé i una llista addicional de llibres de canonicitat dubtosa, junt amb l'Apocalipsi (de Joan), l'Apocalipsi de Pere i l'Evangeli dels Hebreus. Actualment la majoria de les esglésies no la consideren canònica.